# Nicrophorus confusus
Nicrophorus confusus là một loài bọ cánh cứng trong họ Silphidae được miêu tả bởi Portevin năm 1924.